# Bat Hadar
Bat Hadar (hebr. בת הדר; pol. Córka Drzewa Cytrusowego) – wieś położona w samorządzie regionu Chof Aszkelon, w Dystrykcie Południowym, w Izraelu.
Leży na nadmorskiej równinie w północno-zachodniej części pustyni Negew, w otoczeniu miasta Aszkelon, moszawów Maszen, Bet Szikma, Ge’a i Mawki’im.
W wiosce znajduje się siedziba władz administracyjnych samorządu regionu Aszkelon.

## Historia
Wioskę założono w 1994. Nazwa nawiązuje do gospodarstwa rolniczego Hadaria, które w tym miejscu wcześniej istniało.
Po ewakuacji żydowskich osiedli ze Strefy Gazy w 2005 zamieszkało tutaj 45 rodzin z ewakuowanych osiedli Elei Sinai i Nisanit.

## Kultura i sport
We wsi funkcjonuje Centrum Trauma skupiające swoją działalność na leczeniu urazów psychicznych dzieci, które powstały w wyniku ataków terrorystycznych i ewakuacji żydowskich osiedli ze Strefy Gazy.
Znajduje się tutaj także ośrodek kulturalno-sportowy, przy którym jest kompleks boisk sportowych, kortów tenisowych oraz kryty basen pływacki.

## Gospodarka
Gospodarka wioski opiera się na rolnictwie.

## Komunikacja
Wzdłuż zachodniej granicy wioski przebiega droga ekspresowa nr 4  (Erez-Kefar Rosz ha-Nikra), która na północ od wioski krzyżuje się z drogą nr 3412 . Jadąc tą drogą na południowy wschód można dojechać do moszawów Bet Szikma i Ge’a.